# Labh Janjua
Labh Janjua —ਲਾਭ ਜੰਜੂਆ en panjabi oriental— (?-22 d'octubre de 2015) va ser un cantant indi de gènere bhangra / hip-hop, que es va donar a conèixer després que la seva cançó bhangra titulada "Mundian Per Bach Ke", remesclada pel mestre de cerimònies Panjabi MC en 2002. Posteriorment va interpretar moltes altres cançons que han estat èxits a Bollywood, incloent "Jee Karda" (de Singh Is Kinng, 2008).

## Treballs
Singles i col·laboracions
- 2002: Mundian To Bach Ke, produït per Punjabi MC
- 2008: Glastonbury amb Jay-Z

Àlbums
- Raatan Toon Lambe Khat
- Beyond Belief
- Bair Bura Enfonsi Jatt Dona
- Labh Janjua - The King
- Beware Of The Boys
- Labh Janjua Live (2 Packs) CD AND DVD

Doblatge de cançons
- Baari barsi [(Band baaja baaraat)](2010).
- Jee Karda and Talli Hua in Singh Is Kinng (2008).
- Dance pe Chance with Sunidhi Chauhan in Rab Ne Bana Di Jodi (2008).
- Aag lage aaj kal ke fashion nu in Haal-e-dil (2008).
- Pyaar Karke in Pyaar Ke Side Effects (2006).
- Chuuriyan in Money Hai Toh Honey Hai (2008).
- Ik rupiya in Krazzy 4 (2008).
- Chori Chori(male) in Garam Masala (2005).
- Mahi Mennu in Dev.D (2009)
- Hikknaal in Dev.D (2009)
- Soni De Nakhre in Partner en 2007.
- O Yara Dhol Bajake in Dhol en 2007.[4]
- Mera Yaar Sharabi in Labh Janjua Funmusic in 2007[5]